# Transformers: Cybertron
Transformers: Cybertron, in Japan geproduceerd als Transformers: Galaxy Force (トランスフォーマー ギャラクシーフォース, Toransufōmā: Garakushī Fōsu), is een Japanse animatieserie gebaseerd op het Transformers-franchise. De serie werd van 2 juli 2005 t/m 2 oktober 2006 uitgezonden.
In Japan was de serie een opzichzelfstaande serie, maar in de Engelse nasynchronisatie werd de serie gezien als een vervolg op Transformers: Armada en Transformers: Energon. In Vlaanderen werd de reeks uitgezonden op VTM bij TamTam.

## Verhaal
De planeet Cybertron wordt bedreigd door een zwart gat (in de nasynchronisatie veroorzaakt door de vernietiging van Unicron). Daardoor zijn de Transformers gedwongen te evacueren naar de aarde. Daar nemen de Transformers de gedaante aan van alledaagse voertuigen om niet op te vallen. Ondertussen reist Optimus Prime’s elite team van Autobots naar de oude Transformer Vector Prime, die hun vertelt over de Cyber Planet Keys. Deze hebben de kracht om het zwarte gat te stoppen en niet alleen Cybertron maar ook het universum te redden. De keys zijn jaren terug verloren geraakt en nu verspreid over vier planeten in het universum. De kaart waar de locatie op staat wordt echter gestolen door de Decepticonsleider Megatron. Beide groepen gaan terug naar de Aarde, en de race voor het vinden van de keys begint.
Op aarde leren de Autobots al snel drie kinderen kennen: Coby, Bud en Lori. Zij helpen hen bij het vinden van de Omega Lock, het apparaat dat de energie van de Cyber Planet Keys kan vrijlaten. Er volgen veel gevechten. De Lock wordt gevonden. Hot Shot en Red Alert slagen erin een key te vinden op de planeet Velocitron. Ook wordt een key gevonden op de Jungleplaneet. Nu deze gevonden zijn wordt het bestaan van de cyber key op aarde zelf onthuld.
Starscream ontpopt zichzelf als een verrader. Hij steelt de drie keys en de lock om zichzelf sterker te maken. Met hulp van de Oude Autobots en Wing Saber verslaan de Autobots Starscream. Hot Shot, Red Alert en Scattorshot worden dodelijk verwond, maar herbouwd tot het "Cybertron Defense Team."
Terug op Cybertron gebruiken de Autobots de Omega Lock en Cyber Planet Keys om de geest van Primus, de schepper van Cybertron, te wekken. Starscream wordt door Primus verslagen. De vierde en laatste key wordt gevonden op de planeet Gigantion. Megatron gebruikt de key om zichzelf te veranderen in Galvatron. Ook bemachtigd hij de andere keys en wil ze gebruiken om het universum op zijn manier te herscheppen. Vector Prime offert zichzelf op om de Autobots terug naar huis te laten keren. De vijf planeetleiders confronteren Galvatron en verslaan hem. Daarna gebruikt Primus de keys om het zwarte gat te sluiten.
Galvatron valt nog een laatste maal aan. Hij daagt Optimus uit tot een één tegen één duel. Hierin wordt hij voorgoed vernietigd.

## Personages
De lijst hieronder bevat de belangrijkste personages. Vaak worden van elke groep wel meer personages gezien, maar die spelen enkel een bijrol in vaak maar één aflevering.

### Autobots

#### Cybertron Autobots
- Optimus Prime (Galaxy Convoy) – de commandant van het Autobot leger, en de coördinator van de evacuatie. Prime is een sterke leider. Aanvankelijk is hij tegen het idee dat de Transformers zich bekendmaken aan de inwoners van de planeten die ze bezoeken. Prime kan veranderen in een brandweerwagen. Hij kan ook fuseren met zijn trailer om een Super Mode te bereiken. Later leert hij ook te combineren met de Autobot Leobreaker om zo Savage Claw Mode (Liger Convoy) te vormen, en met Wing Saber om Sonic Wing Mode (Sonic Convoy) te vormen.
- Hot Shot (Exillion/Exigeyser) – de jonge enthousiasteling van de Autobots. Hij houdt van snelheid en ziet zichzelf als het snelste wezen in het universum. Op de planeet Velocitron versloeg hij de lokale leider in een race om een van de Cyber Planet Keys te winnen. Zijn ego staat zijn plichtsbesef vaak in de weg. Aanvankelijk was hij een sportwagen. Later veranderde hij in een militaire APC.
- Jetfire (Dreadrock) – de tweede bevelhebber van de Autobots. Hij volgt Optimus’ bevelen stipt op, maar neemt ook vaak zelf het commando over. Kan veranderen in een Ann-225 Cossack vrachtvliegtuig.
- Landmine (Guardshell) – De trainer van veel autobots, waaronder Optimus Prime zelf. Hij was een van de eerste die kennis maakte met Coby, Bud en Lori.
- Overhaul/Leobreaker (Jackshot/Ligerjack) – ooit een beroemde Autobotsoldaat met de reputatie dat hij vrijwel onmogelijke gevechten kon winnen. Hij vocht op de Jungleplaneet met de leider Scourge voor de Cyber Planet Key. Deze key veranderde hem in Leobreaker.
- Scattorshot (Backpack/Backgild)- De technische expert van de Autobots. Hij brengt het merendeel van de tijd door in de basis met het analyseren van monitors. Hij is vaak erg nerveus en onzeker, maar kan desondanks zijn taken makkelijk aan. Later kreeg hij een upgrade en werd lid van het Cybertron Defense Team.
- Red Alert (First-Aid/First Gunner) – de medische expert van het team. Eveneens een veteraan in de Cybertroniaanse oorlogen. Ook hij werd later lid van het Cybertron Defense Team.
- Vector Prime – een van de dertien originele Transformers gemaakt door Primus. Eeuwen geleden verliet hij het universum zodat hij buiten de tijd kon bestaan. Hij kwam terug toen hij hoorde van het zwarte gat. Hij vertelde de Autobots over de Cyber Planet Keys.
- Wing Saber (Sonic Bomber) – een Autobot die vaak problemen heeft met autoriteiten. Hij verliet zelfs zijn positie na een ruzie met Optimus over het leven van een menselijke astronaut. Hij voegde zich weer bij de rest tijdens het gevecht met Starscream.
- Signal Lancer (Singal Lanser) - een autobot die als verkeerslicht in de woestijn werkt. Hij laat mensen soms schrikken omdat hij tegen ze praat.

#### Aardse Autobots
Eeuwen geleden werden vier teams van Autobots uitgezonden naar andere planeten met het doel daar een onderdeel van het Space Bridge netwerk te bouwen. Elk van deze groepen had een Cyber Key bij zich. Het Autobotschip dat de aarde bezocht diende als inspiratie voor de legende van Atlantis. De nakomelingen van de scheepsbemanning zijn nog altijd op aarde aanwezig.
- Evac (Live Convoy) – bewaker van de Aardse Cyber Planet Key. Hij heeft al eeuwen in het geheim op aarde gewoond, en nam telkens andere gedaantes aan om mensen in nood te helpen. Kan veranderen in een reddingshelikopter.

- Crosswise (Autovolt) – een zelfbenoemde “monsterjager” die eeuwen terug al de Decepticons op Aarde bevocht en opsloot onder het ijs van Alaska. Kan veranderen in een auto die lijkt op een Bugatti Veyron.

#### Velocitron Autobots
De autobots van de snelheidsplaneet, eveneens een van de vier planeten die werd bezocht.
- Override (Nitro Convoy) – de heerser van Velocitron en de bewaker van de Cyber Key. Wilde de key alleen afstaan aan iemand die haar kon verslaan in een race. Werd verslagen door Hot Shot. Daarna sloot ze zich bij de Autobots aan om de Decepticons te verslaan.
- Clocker (Skids) – de student van de racemeester Brakedown, en de eerste die Hot Shot ontmoette toen die naar Velocitron kwam.
- Brakedown (Autolander) – een van de oudste inwoners van Velocitron. Hij is erg wijs en een ervaren racer.

#### Jungle Planet Autobots
De autobots op deze planeet namen de gedaante aan van dieren in plaats van voertuigen. In de loop der tijd namen de instincten van deze dieren meer en meer de overhand. Op de planeet geld nu het recht van de sterkste.
- Backstop (Saidos) – een zenmeester in veel gevechten. Backstop trainde de zwakkere vechters van de planeet. Hij wil het liefst vrede, maar dit was iets wat zijn student Scourge niet accepteerde. Toen Overhaul arriveerde, trainden Backstop en zijn laatste student Snarl hem, en sloten zich bij hem aan. Kan veranderen in een neushoorn.

- Snarl (Fang Wolf) - Backstops laatste student. Snarl was voorheen een vriend van de leider Scourge. Hij verliet de planeet om Optimus te helpen. Kan veranderen in een wolf.

#### Gigantion Autobots
De autobots van de vierde planeet. Deze planeet werd een wormgat in gezogen en bevindt zich nu in een andere dimensie. Om zich te verdedigen tegen aanvallen van een buurplaneet, Planet X, gebruikten deze Autobots hun cyber key om tot kolossaal formaat te groeien. De oorlog vernietigde Planet X, waarna de Gigantion Autobots zich bezig gingen houden met het heropbouwen van hun planeet.
- Metroplex (Megalo Convoy) – de leider van de Gigantion Autobots. Hij is de grootste en dapperste van de autobots. Fysiek is hij sterk genoeg om zelfs Megatron in enkele seconden te verslaan. Kan fuseren met Optimus Prime.

- Quickmix (Blender) - Metroplex’s recherhand die “veel weet”. Hij is een adviseur en technisch werker, maar kan net zo goed vechten.

#### Mini-Cons
De Mini-Cons bewonen eveneens de planeet van de Gigantion Autobots.
- Recon Team – dit team van Mini-Cons werd door Vector Prime naar de aarde gebracht waar ze vrienden werden met Coby, Bud en Lori. Hun leider is Jolt (Hop), die geobsedeerd is door de aardse cultuur. Jolt kwam ook voor in Transformers: Armada als partner van Hot Shot. Toen had Jolt de kleur rood.

- Safeguard (Roots) – de partner van Vector Prime. Doet vaak dienst als verkenner.

### Decepticons

#### Cybertron Decepticons
- Megatron/Galvatron (Master Megatron/Master Galvatron) – In de Engelstalige nasynchronisatie werd Megatron bevrijd uit de Energonzon waar hij aan het eind van Transformers: Energon in werd opgesloten omdat deze zon in het zwarte gat werd gezogen. Hij had zich gefuseerd met Unicrons harnas om sterker te worden en een nieuw uiterlijk te krijgen. Hij is nu de sterkste van de Decepticons, en wil de Planet Keys om het Universum op zijn manier te herscheppen. Hij werd keer op keer verslagen. Uiteindelijk wist hij wel wat energie van een Cyber Key te absorberen, en veranderde wederom in Galvatron. In deze vorm werd hij voorgoed vernietigd door Optimus.

- Starscream – ook bevrijd uit de Energonzon toen deze werd opgezogen. Starscream was nog altijd Megatrons rechterhand, maar de gebeurtenissen uit de vorige twee series maakten hem tot een verbitterd individu met zijn eigen plannen. Hij stal de Omega Lock en drie Cyber Planet Keys om zo zijn kracht te vergroten en tot enorm formaat te groeien. Hij vocht met Megatron, Optimus Prime, Primus en zelfs galvatron, die hem vernietigde.

- Thundercracker – de eerste en enige (op Thunderblast na) Decepticon die een aardse mode aannam. Hij is een enthousiaste vechter, maar het ontbreekt hem aan intelligentie en vaardigheden. Hij komt vaak aanzetten met grootse maar niet effectieve speciale aanvallen.

- Mudflap (Demolishor) - Mudflap was een Autobot onder toezicht van Landmine. Hij accepteerde de Autobots missie en het omgaan met mensen niet langer, en werd een Decepticon. Hij ontdekte al snel dat hij Decepticon zijn ook niet aankon. Daarom liep hij weer over naar de Autobots.

#### Velocitron Decepticons
- Dirt Boss (Inch-Up) - de meest gespecialiseerde Transformer als het aankomt op reizen over verschillende terreinen. Hij haat Override en wil haar koste wat het kost verslaan. Transformeert in een Monster Truck.

- Crumplezone/Dark Crumplezone (Landbullet/Armbullet) – de gespierde helft van de "Gruesome Twosome". Wordt maar zelden gezien zonder zijn partner Ransack. Is niet erg slim, maar wel enorm sterk. Hij kreeg van Megatron een upgrade tot "Dark Crumplezone."

- Ransack (Gasket) – de kleinere en meer intelligentere van de “Grusome Twosome”. Hij is bijzonder lenig en snel.

#### Jungle Planet Decepticons
- Scourge (Flame Convoy) – een voormalige student van Backstop. Hij verloor zijn leraars doel voor vrede uit het oog en wilde alleen nog maar vechten. Hij is gehard en wreed. Werd verslagen door Optimus Prime, waarna hij zich bij de Decepticons aansloot. Kan veranderen in een draak. Uiteindelijk leerde hij een harde les, waardoor hij weer een autobot werd.

- Undermine (Dinoshout) – een van Scourges troepen. Hij kan veranderen in een Spinosaurus.

- Brimstone (Tera Shaver) – een van Scourges troops. Hij vertrouwt vooral op Scourge en Undermine om het denkwerk voor hem te doen. Verandert in een pteranodon.

#### Aardse Decepticons
De aardse Decepticons kwamen net als de aardse Autobots eeuwen terug naar de aarde. Zij vormden de basis voor veel mythologische wezens en monsters. Ze werden opgesloten door Crosswise, maar bevrijd door Starscream.
- Thunderblast (Chromia) - Thunderblast is een vrouwelijke Transformer die zich aansloot bij Megatrons troepen omdat ze een oogje op hem had. Ze is in praktijk echter alleen loyaal aan zichzelf. Verandert in een speedboot. Ze is tevens bestand tegen lava.

- Lugnutz (Roadstorm) – hoewel Starscream hem bevrijdde, had Lugnutz maar weinig zin om voor Starscream te vechten. Hij heeft een relaxte houding en racet liever over de snelweg dan dat hij vecht met Autobots. Hij ruimt echter zonder pardon iedereen uit de weg die hem tegenhoudt.

#### Gigantion Decepticons
- Menasor (Moledive) – Een jonge transformer van Gigantion die ten prooi viel aan de invloed van Megatron en zich bij de Decepticons aansloot. Uiteindelijk toonde zijn partner Heavy Load hem dat hij ernaast zat en verliet hij de Decepticons weer.

#### Overig
- Scrapmetal (Ramble) – een leger van drones die zich gedragen als zwermen insecten. Ze overvielen Cybertron tijdens de Zwarte Gat crisis. Werden verslagen door het Cybertron Defense Team. Een vernietigde Scrapmetal werd later door Coby gebruikt om zijn eigen bestuurbare Transformer te maken genaamd de "Cobybot".

- Nemesis Breaker (Dark Ligerjack) – een kwaadaardige dubbelganger van Leobreaker, die werd geboren uit Leobreakers twijfel en de duistere energie van Megatron. Kan combineren met Megatron. Hij is meer een beest dan een Transformer, en kan enkel spreken middels gegrom en gebrul. Werd vernietigd door Metroplex.

### Neutrale Transformers
- Primus – De schepper van Cybertron en de Transformers. Primus is de ware gedaante van de planeet Cybertron. Primus is normaal een energiewezen in de kern van Cybertron. Toen alle Cyber Planet Keys werden verzameld, transformeerde Cybertron in Primus’ robotmode. Als robot versloeg Primus Starscream. Ook was hij in staat het zwarte gat te sluiten.

- Unicron – het ultieme kwaad in het universum. Hij werd aan het eind van de vorige serie vernietigd. In deze serie wordt echter nog geregeld over hem gesproken. Onderdelen van zijn harnas zijn nu deel geworden van Megatron. Zijn vernietiging veroorzaakte het zwarte gat dat in de rest van de serie het universum bedreigt.

#### Planet X
Planet X is de thuiswereld van dieven, moordenaars en andere schurken. De inwoners van de planeet waren in oorlog met Gigantion, maar werden door de Transformers aldaar verslagen.
- Sideways (Noisemaze) – een meester in verleiding, voorheen een handlanger van Unicron in de oorlog voor de Mini-Cons. Hij werd blijkbaar vernietigd in Transformers: Armada, maar zijn vonk overleefde de aanval. Hij sloot zich in deze serie aan bij Starscream.

- Soundwave – deed zich voor als gids voor Megatron en de Decepticons, maar nadat hij hen naar Gigantion had gebracht sloot hij zich aan bij Starscream om zelf de Cyber Planet Keys te bemachtigen.

### Mensen
- Coby Hansen – een van de vaste helpers van de Autobots. Ondanks zijn jonge leeftijd is hij een genie op het gebied van machines. De Autobots roepen vaak zijn hulp in voor reparaties. Later in de serie maakt hij zijn eigen Transformer van een vernietigde Scrapmetal, en noemt deze de Cobybot.

- Bud - Coby’s jongere broer. Hij houdt van horrorfilms. Dagdroomt vaak, maar sinds zijn ontmoeting met de Autobots worden zijn dagdromen geregeld werkelijkheid.

- Lori – degene die Coby en Bud onder controle houdt. Als stadsmeisje had ze aanvankelijk moeite met het feit dat haar ouders naar een klein dorp verhuisden, maar haar ontmoeting met de Autobots zorgde dat ze dit snel vergat.

- Kolonel Mick Franklin – werd als kind gered door de Autobot Evac. Nu is hij een overheidsagent en nog altijd een bondgenoot van de Autobots.

- Professor Lucy Suzuki – een wetenschapper die niet echt op goede voet staat met haar collega’s vanwege haar geloof in aliens. Ze ontmoet al snel de autobots, en kreeg een relatie met Kolonel Franklin.

- Tim: Coby en Bud’s oudere broer.

- Stanton: een monteur bij wie Coby vaak werkt.

## Continuïteit
Cybertron zou volgens Hasbro de derde serie in de Unicron Trilogie moeten worden en dus een vervolg op Transformers: Armada en Transformers: Energon. Daarom werden veel personages gemodelleerd naar personages uit die series.
Bij de productie besloot GONZO echter af te wijken van dit plan en maakte een serie die geen relatie had tot Armada. Dit veroorzaakte onduidelijkheid bij fans over hoe Hasbro de serie zou verwerken in de trilogie, als dit al zou gebeuren. Bij de Engelse nasynchronisatie werden veel dialogen aangepast. Zo werd gesuggereerd dat het zwarte gat dat Cybertron bedreigde veroorzaakt was door Unicrons vernietiging, en dat Megatron er nu anders uitzag omdat hij Unicrons kracht had geabsorbeerd. In de laatste aflevering werden zelfs nieuwe scènes toegevoegd waarin de menselijke personages uit Armada en Energon een cameo hadden.
De personages hadden echter andere stemacteurs, en er zaten veel tegenstrijdigheden in de serie. Zo kende Hot Shot Wing Saber niet, terwijl hij in de vorige serie ook al meedeed. Tevens was Optimus zich niet bewust dat twee autobots konden combineren, terwijl dit in de vorige serie massaal werd gedaan. Tevens waren de mensen opnieuw niet op de hoogte van het bestaan van de Transformers.
In de Official Transformers Collectors Club’s tijdschrift werden veel van deze fouten verklaard. Volgens de schrijver zou het zwarte gat een heel multiversum bedreigen, en daarbij realiteit verstoren. Dat zou verklaren waarom sommige personages zich niets konden herinneren van de vorige serie.

## Rolverdeling

### Japanse acteurs (Galaxy Force)
- Daisuke Hirakawa - Exillion/Exigeyser
- Eriko Hirata - Lori's Mother
- Hideo Ishikawa - Dreadrock
- Hiroaki Hirata - Gasket, Live Convoy
- Hisao Egawa Jackshot/Ligerjack
- Houko Kuwashima - Hop
- Jin Domon - Nitro Convoy
- Jouji Nakata - Master Megatron, Master Galvatron
- Junichi Suwabe - Tim
- Kazunari Tanaka - Thundercracker
- Kei Kobayashi - Coby's Mother
- Kenichi Mochizuki - Autolander, Coby's Father, Autovolt, Blender
- Machiko Toyoshima - Prof. Lucy Suzuki
- Masafumi Kimura - Dino Shout, Road Storm, Megalo Convoy
- Masahiko Tanaka - Saidos
- Masako Taki - President
- Nami Kurokawa - Bud
- Nanae Kato - Skids
- Natsuko Kuwatani - Chromia
- Norio Wakamoto - Flame Convoy
- Rika Morinaga - Lori
- Rintarou Nishi - Colonel Franklin
- Sho Hayami - Vector Prime, Narrator
- Susumu Chiba - Noisemaze
- Taiten Kusunoki - Galaxy Convoy
- Takaya Kuroda - Starscream
- Takayasu Usui - Inch Up, Sonic Bomber
- Taketora - Demolishor, Buzz Saw, Soundwave
- Tarusuke Shingaki - Backpack/Backgild
- Tesshō Genda - Primus
- Tomoyuki Shimura - Guardshell
- Toshihiko Nakajima - Landbullet/Armbullet
- Yasuyuki Kase - First Aid/First Gunner, Terashaver
- Yukiko Tamaki - Coby
- Yuto Kazama - Fang Wolf, Mole Dive

### Engelse acteurs (Cybertron)
- Brian Drummond - Jetfire Jolt
- David Kaye - Megatron/Galvatron
- Gary Chalk - Optimus Prime
- Michael Dobson – Starscream, Brakedown
- Paul Dobson – Overhaul, Landmine
- Brian Dobson - Red Alert, Clocker
- Kirby Morrow - Hot Shot
- Richard Newman - Vector Prime
- Richard Ian Cox – Scattorshot
- Lisa Ann Beley – Override
- Mark Acheson – Crumplezone
- Dale Wilson – Mudflap
- Louis Chirillo – Ransack
- Mark Oliver – Thundercracker, Undermine
- Sarah Edmondson – Lori
- Sam Vincent – Coby, Menasor, Wing Saber
- Ryan Hirakida – Bud
- Scott McNeil - Backstop, Snarl
- Tabitha St. Germain - Dr. Lucy Suzuki
- Trevor Devall – Scourge, Megatron (fallen)
- Terry Klassen – Brimstone, Stanton, Tim
- Maryke Hendrikse – Thunderblast
- Ron Halder – Metroplex
- Alvin Sanders – Evac
- Blu Mankuma – Leobreaker
- Michael Daingerfield – Quickmix, Crosswise
- Michael Donovan – Primus, Dirt Boss
- Ted Cole – Sideways
- Robert O. Smith – Soundwave

## Themasongs

### Japan (Galaxy Force)
- Opening

1. "Call You - Kimi to Boku no Mirai [The Future of You and I]" door Shinji Kakijima (Eps 1-27)
2. "Ignition!" door CHINO (Eps 28-52)

- Einde

1. "Itsumo" door Tomoka Issei (Eps 1-27)
2. "Growing Up" door Shinji Kakijima (Eps 28-52)

### V. S. (Cybertron)
- "Transformers: Cybertron Theme" door Paul Oakenfold

## Afleveringen
1. Fallen
2. Haven
3. Hidden
4. Landmine
5. Space
6. Rush
7. Speed
8. Collapse
9. Time
10. Search
11. Deep
12. Ship
13. Hero
14. Race
15. Detour
16. Savage
17. Sand
18. Champions
19. Ice
20. Honor
21. Primal
22. Trust
23. Trap
24. Invasion
25. Retreat
26. Revelation
27. Critical
28. Assault
29. Starscream
30. United
31. Cybertron
32. Balance
33. Darkness
34. Memory
35. Escape
36. Family
37. Titans
38. Warp
39. Giant
40. Fury
41. City
42. Ambush
43. Challenge
44. Scourge
45. Optimus
46. Showdown
47. Guardian
48. Homecoming
49. End
50. Unfinished
51. Beginning
52. Inferno